# Ratinho
Ratinho, eigentlich Everson Rodrigues (* 8. Juni 1971 in Colorado), ist ein ehemaliger brasilianischer Fußballspieler und -trainer. 

## Karriere
Ratinho begann seine Profilaufbahn in Brasilien bei Athletico Paranaense im Jahr 1991, wechselte 1992 in die Schweiz zum FC St. Gallen und von dort 1993 zum FC Aarau, wo er 3 Jahre blieb.
Zum Beginn der Saison 1996/97 wechselte er zum 1. FC Kaiserslautern, der gerade in die 2. Bundesliga abgestiegen war. Trainer Eckhard Krautzun wurde während der Saisonvorbereitung von Otto Rehhagel abgelöst. In seiner ersten Saison beim FCK erspielte sich Ratinho zunächst die Gunst der Zuschauer. Trainer Rehhagel dagegen setzte ihn nicht immer in der Startelf ein. Dennoch kam er auf 27 Saisonspiele und hatte mit zwei Saisontoren und einigen Vorlagen bereits einen großen Anteil am Wiederaufstieg. In der Folgesaison konkurrierte er anfangs mit Andreas Buck um die Position im rechten Mittelfeld, bildete dann aber bald mit Buck ein sehr gut harmonierendes Duo auf der rechten Seite und war so einer der Schlüsselspieler beim sensationellen Gewinn der Deutschen Meisterschaft, die sein größter Erfolg als Spieler war. Der endgültig zum Publikumsliebling avancierte Ratinho (Spitzname „Zaubermaus“) blieb beim 1. FC Kaiserslautern bis zum Ende der Saison 2002/03. Da er in den Planungen des damaligen FCK-Trainers Eric Gerets keine Rolle mehr spielte und er in der Rückrunde der Saison 2002/03 nur noch in der Zweiten Mannschaft des 1. FC Kaiserslautern zum Einsatz gekommen war, wurde sein Vertrag vorzeitig aufgelöst. Ratinho erzielte bis dahin in 113 Bundesligaspielen für den 1. FC Kaiserslautern sieben Tore sowie in 27 Zweitligaspielen zwei Tore.
Ratinho wechselte daraufhin zum chinesischen Erstligisten Shenyang Ginde, wo zu der Zeit Dragoslav Stepanović Trainer war. Bereits im Dezember desselben Jahres verließ er den Verein wieder und wechselte zum kasachischen Klub Zhenis Astana. Im Juli 2004 kehrte er in die Schweiz zurück und unterschrieb beim FC Luzern einen Vertrag bis 2006. Dort beendete Ratinho mit Auslaufen seines Vertrages seine Karriere als aktiver Fußballer.

## Nach der Karriere
Nach verschiedenen Stationen als Jugendtrainer bei Schweizer Vereinen kehrte Ratinho am 18. Januar 2010 zum 1. FC Kaiserslautern zurück und trainierte dort die U-17-Junioren-Mannschaft des Vereins. Im März 2011 wurde er von seinem Amt als U-17-Trainer freigestellt, um am Fußballlehrerlehrgang teilzunehmen. Später trainierte er die U-13 des Vereins. Des Weiteren gab er Unterricht in Fußball-Camps im Raum Kaiserslautern und Umgebung.
Im Juni 2012 eröffnete Ratinho außerdem ein brasilianisches Restaurant in Kaiserslautern und am 5. August 2015 ein weiteres in Trier. Er betrieb die Restaurants bis Frühjahr 2018.
Im selben Jahr kehrte Ratinho nach Brasilien zurück, wo er eine Tätigkeit als Jugendtrainer für eine Fußballschule von Red Bull aufnahm. Seit Januar 2020 ist er in der gleichen Funktion in einer Fußball-Akademie des Unternehmens in Salzburg tätig.
Zur Fußball-WM 2014 in Brasilien setzte sich Ratinho für Kinder und Jugendliche in seiner Heimat ein. Er war Botschafter der Sportinitiative BoscoArena „1.000 Bälle für Brasilien“ von Don Bosco Mondo.
2024 erlangte er die deutsche Staatsbürgerschaft.

## Erfolge
- Schweizermeister: 1993
- Deutscher Meister:  1998
- Deutscher Zweitligameister: 1997